# Gran Premio Gobierno Vasco – Eusko Jaurlaritza Sari Nagusia
El Gran Premio Gobierno Vasco – Eusko Jaurlaritza Sari Nagusia es uno de los grandes premios importantes del turf español en verano. Se disputa a mediados de agosto, siendo normalmente la jornada posterior a la celebración de la Copa de Oro de San Sebastián – Donostiako Urrezko Kopa, que se disputa el 15 de agosto, en el Hipódromo Municipal de San Sebastián de San Sebastián. La carrera está destinada a caballos y yeguas de tres años en adelante sobre una distancia de 1.600 metros.
Se viene celebrando ininterrumpidamente desde el año 1982. La edición del 1986 se disputó sobre 1.500 metros, siendo la única edición que no se ha disputado sobre los 1.600 metros. Esta carrera cierra la denominada Semana Grande del Hipódromo de San Sebastián, ya que en las dos anteriores citas del hipódromo se celebran la Gran Premio Donostia Sustapena – Fomento San Sebastián y el Copa de Oro de San Sebastián – Donostiako Urrezko Kopa respectivamente.

## Palmarés[2]
| Gran Premio Gobierno Vasco – Eusko Jaurlaritza Sari Nagusia |                       |                                 |                          |                                             |       |
| 2025                                                        | SEE THE DREAM (FR)    | Alejandro Gutiérrez Val         | Miguel Alonso Roldán     | Cuadra La Espiga                            | 1600m |
| 2024                                                        | IFACH (IRE)           | Jean-Bernard Eyquem             | Patrik Olave             | Ecurie Antonio Caro                         | 1600m |
| 2023                                                        | GREY INFINITY (FR)    | Jaime Gelabert                  | Ion Elarre               | Cuadra San José                             | 1600m |
| 2022                                                        | SAMEDI RIEN (IRE)     | Václav Janáček                  | Guillermo Arizkorreta    | Yeguada Rocío                               | 1600m |
| 2021                                                        | CITY GENT (GB)        | Victoria Alonso                 | Ion Elarre               | Cuadra Alvela                               | 1600m |
| 2020                                                        | PRINCE HAMLET (FR)    | Ricardo Sousa                   | Mauricio Delcher Sánchez | Cuadra Marqués de Miraflores de San Antonio | 1600m |
| 2019                                                        | ORIENTAL (JPN)        | Borja Fayos                     | Álvaro Soto              | Cuadra M’Hammed Karimine                    | 1600m |
| 2018                                                        | NORAY (FR)            | Ricardo Sousa                   | Enrique León             | Cuadra Enrique León                         | 1600m |
| 2017                                                        | NORAY (FR)            | Václav Janáček                  | Enrique León             | Cuadra Enrique León                         | 1600m |
| 2016                                                        | FOURIOSO (FR)         | Roberto Carlos Montenegro       | Philippe Sogorb          | Cuadra Ecurie Normandie Pur Sang            | 1600m |
| 2015                                                        | CIELO CANARIAS (IRE)  | Borja Fayos                     | Alberto Remolina         | Cuadra Grupo Bolaños Gran Canaria           | 1600m |
| 2014                                                        | ABDEL (FR)            | Jeremy Crocquevieille           | Ioannes Osorio           | Cuadra Duque de Alburquerque                | 1600m |
| 2013                                                        | ARES D’EMRA (FR)      | Jean-Bernard Eyquem             | Christian Delcher        | Cuadra Safsaf                               | 1600m |
| 2012                                                        | CIELO CANARIAS (IRE)  | José Luis Martínez              | Enrique León             | Cuadra Grupo Bolaños Gran Canaria           | 1600m |
| 2011                                                        | VOLCANICO (IRE)       | Julien Grosjean                 | Francisco Rodríguez      | Cuadra Los Toneles                          | 1600m |
| 2010                                                        | SHUMOOKH (IRE)        | José Carlos Cerqueira           | Teodoro Callejo Sánchez  | Cuadra C.D.H. Los Aspirantes - Dos Tumbos   | 1600m |
| 2009                                                        | ARANEL (IRE)          | Julien Grosjean                 | Mauricio Delcher Sánchez | Cuadra Miranda                              | 1600m |
| 2008                                                        | CHALUSSET (FR)        | François-Xavier Bertras         | François Rohaut          | Cuadra Jean-Marie Cledat                    | 1600m |
| 2007                                                        | CHALUSSET (FR)        | François-Xavier Bertras         | François Rohaut          | Cuadra Jean-Marie Cledat                    | 1600m |
| 2006                                                        | TRIP TO THE MOON (GB) | José Luis Martínez              | Yan Durepaire            | Cuadra Maroto - Satli                       | 1600m |
| 2005                                                        | FORTY NORTH (ARG)     | José Luis Borrego               | Ignacio Alberto Díaz     | Cuadra Torre Herberos                       | 1600m |
| 2004                                                        | VENTALLE (SPA)        | José Luis Borrego               | Ángel Francisco Sánchez  | Cuadra La Herradura                         | 1600m |
| 2003                                                        | SCAPOLO (IRE)         | John Fortune                    | Christian von der Recke  | Cuadra N. & J. Racing                       | 1600m |
| 2002                                                        | DON TARIK (SPA)       | Pablo Borrego                   | Ovidio Rodríguez         | Yeguada Cortiñal                            | 1600m |
| 2001                                                        | SAND FALCON (GB)      | José Luis Borrego               | Mauricio Delcher Poulies | Cuadra Montsia                              | 1600m |
| 2000                                                        | KANTIA (IRE)          | Iván Borrego                    | Mauricio Delcher Sánchez | Cuadra Madroños                             | 1600m |
| 1999                                                        | BARYSHNIKOV (SPA)     | Sergio Vidal                    | Mauricio Delcher Poulies | Cuadra Guijarro                             | 1600m |
| 1998                                                        | VICIMAR (SPA)         | Philippe Sogorb                 | Román Martín Sánchez     | Cuadra Madrileña                            | 1600m |
| 1997                                                        | OKAWANGO (SPA)        | Sergio Vidal                    | Mauricio Delcher Poulies | Cuadra Guijarro                             | 1600m |
| 1996                                                        | OKAWANGO (SPA)        | Sergio Vidal                    | Mauricio Delcher Poulies | Cuadra San Martín                           | 1600m |
| 1995                                                        | EOWYN (GB)            | Óscar Ortiz de Urbina           | Ioannes Osorio           | Cuadra Viguria                              | 1600m |
| 1994                                                        | WAVY RUN (IRE)        | Sergio Vidal                    | Miguel Alonso Gómez      | Cuadra Asturias                             | 1600m |
| 1993                                                        | ENHARMONIC (USA)      | Michael Hills                   | Lord William Huntingdon  | Cuadra The Queen                            | 1600m |
| 1992                                                        | PRIMER AMOR (SPA)     | William Carson                  | José Luis de Salas       | Cuadra San Isidro                           | 1600m |
| 1991                                                        | PRIMER AMOR (SPA)     | Raymond Cochrane                | José Luis de Salas       | Cuadra San Isidro                           | 1600m |
| 1990                                                        | SHERMAN (SPA)         | Vicente Cañizo                  | Juan Jesús Ceca          | Yeguada Cortiñal                            | 1600m |
| 1989                                                        | PLEASURE CINCO (ARG)  | Juan Carlos Jarcovsky           | Julio Cesar Martínez     | Cuadra Dos Estrellas                        | 1600m |
| 1988                                                        | MATRACO (USA)         | Francisco Jiménez Martínez      | Conchita Mínguez         | Cuadra Magallón                             | 1600m |
| 1987                                                        | CLEMENCIA (SPA)       | Claudio Carudel                 | Claudio Carudel          | Cuadra Rosales                              | 1600m |
| 1986                                                        | FOOLISH RIVER (FR)    | Miguel Ángel Ávila              | Julio César Martínez     | Cuadra Calero                               | 1500m |
| 1985                                                        | HABIT (SPA)           | José Carlos Fernández Rodríguez | Agustín García           | Cuadra Edif                                 | 1600m |
| 1984                                                        | BARILOCHE (SPA)       | Claudio Carudel                 | Agustín García           | Cuadra Edif                                 | 1600m |
| 1983                                                        | ZOSHKA (SPA)          | Juan Pedro Espinosa             | Adolfo Gómez             | Yeguada Militar                             | 1600m |
| 1982                                                        | COLORINES (SPA)       | Antonio Fernández               | Luis Maroto              | Cuadra La Navata                            | 1600m |